# Station Pondok Cina
Pondok Cina is een spoorwegstation in de Indonesische provincie West-Java.

## Bestemmingen
- Red Line Jakarta Kota-Bogor
- Yellow Line Jatinegara-Bogor
- Red Line (Depok Branch) Jakarta Kota-Depok
- Yellow Line (Depok Branch) Jatinegara-Depok